# Kenli
Kenli (chinesisch 垦利区, Pinyin Kěnlì Qū) ist ein Stadtbezirk der ostchinesischen Provinz Shandong. Er gehört zum Verwaltungsgebiet der bezirksfreien Stadt Dongying. Er hat eine Fläche von 2.204 km² und zählt 242.292 Einwohner (Stand: Zensus 2010).
Der Stadtbezirk Kenli ging 2016 aus dem zuvor bestehenden gleichnamigen Kreis hervor.